# Красная Ковалиха
Красная Ковалиха — опустевший поселок в Мглинском районе Брянской области в составе Симонтовского сельского поселения.

## География
Находится в северо-западной части Брянской области на расстоянии приблизительно 8 км на запад-юго-запад по прямой от районного центра города Мглин.

## История
Упоминается с 1920-х годов. В середине XX века работал одноименный колхоз. На карте 1941 года отмечен как поселение с 19 дворами.

## Население
Численность населения: 95 человек (1926 год), 3 (русские 100 %) в 2002 году, 0 в 2010.